# Естошево
Естошево — деревня в Вашкинском районе Вологодской области.
Входит в состав Васильевского сельского поселения, с точки зрения административно-территориального деления — в Васильевский сельсовет.
Расстояние по автодороге до районного центра Липина Бора — 31 км, до центра муниципального образования деревни Васильевская — 28 км. Ближайшие населённые пункты — Ботыгино, Гаврино, Поповка Мунская.
По данным переписи в 2002 году постоянного населения не было.